# Тетерівка (Київська область)
Тетерівка (Дябловичі, Д'яволоч, Д'яволоча) — колишнє село у Чорнобильському районі Київської області. Було відселене при створенні Київського водосховища.

## Історія
У 1887 році хутір Д'яволоч (хутора Д'яволоча) — західна частина села Ротичі, поблизу якої вивищується гора вулканічного походження, помічена вченим Ейхенвальдом. Це місце, за даними Лаврентія Похилевича («Уезды Киевский и Радомысльский», 1887), розташоване біля гирла річки Тетерів, неподалік від її впадіння у Дніпро. Населення Ротичів разом із хутором Д'яволоч становило 823 особи обох статей.
У 1900 році село вже має назву Дябловичі, та окреме від Ротичів.
Деревня Дябловичі (власницьке). У селі (деревні) — 6 дворів, мешканців обох статей — 99 осіб, з них чоловіків — 50, жінок — 49. Основне заняття жителів — хліборобство. Відстань від повітового міста до села (деревні) — 38 верст, до найближчих: залізничної станції — 82 версти, пароплавної — 8 верст, поштово-телеграфної та земської поштової станції — 5 верст. Залізнична станція має назву «Київ», пароплавна — Пічки. Поштово-телеграфна та земська пошта розташовані в м-ку Горностайпіль. У селі (деревні) числиться 202 десятини землі, що належать селянам. Господарська система — шестипільна.
У селі (деревні) є один водяний млин. Запасний продовольчий капітал станом на 1 січня 1900 року становив 70 рублів 21 копійку.
Пожежний обоз складається з 1 багра. Входило до складу Горностайпільської волості Радомисльського повіту.
У 1919 році село у складі волості увійшло до складу нового Чорнобильського повіту. З 1923 року входило до Чорнобильського району, до складу Лапутьківської сільської ради, а потім до Страхоліської сільської ради.
До революції на хуторі було близько сорока хат, школи там своєї не було, до неї доводилось діставатися річкою на човні, а взимку — ходити пішки по льоду.
Станом на 1926 рік у хуторі Дябловичі було 55 селянських господарств. У хуторі проживало 102 чоловіки та 116 жінок, усього — 218 осіб, усі — українці.
На мапі 1940 року Дябловичі мають 52 двори.
7 березня 1946 року село Дябловичі було перейменовано на село Тетерівка.
В селі виявлено неолітичне поселення та поселення тшцінецької культури. Трапляється кераміка доби неоліту, пізнього трипілля, тшцінецької культури та слов'янська.
В зв'язку з переселенням окремих населених пунктів із зони затоплення Київської ГЕС та фактичним з'єднанням деяких
сіл 6 квітня 1964 р. прийнято рішення виконавчого комітету Київської обласної (сільської) ради депутатів трудящих № 196 ―Про адміністративно-територіальні зміни в окремих районах області, відповідно до якого виключено із облікових даних село Тетерівка Страхоліської сільради Чорнобильського району.
Територію колишнього села затоплено новою затокою Київського водосховища, що утворилася затопленням гирла р. Тетерів.